# Saori Hayami
Saori Hayami (早見 沙織?, Hayami Saori; Tokyo, 29 maggio 1991) è una doppiatrice e cantante giapponese.

## Doppiaggio

### Serie TV anime
2007
- Touka Gettan, Momoka Kawakabe,[1] Sei
- Clannad, studentessa (ep 1)[2]
- Ghost Hound, studentessa A delle scuole elementari (ep 12)[3]

2008
- Shigofumi: Letters from the Departed, spasimante (ep 5)[4]
- Wagaya no Oinarisama., Kō[5]
- Sekirei, Musubi[6]

2009
- 07-Ghost, Razette
- Basquash!, Violette
- Sora no Manimani, Sayo Yarai[7]
- Higashi no eden, Saki Morimi
- Sora no Otoshimono, Ikaros

2010
- Ladies vs Butlers!, Suiran Fō
- Bakuman., Azuki Miho
- Katanagatari, Kōsha Saraba
- Ore no imōto ga konna ni kawaii wake ga nai, Ayase Aragaki
- Sekirei ~Pure Engagement~, Musubi
- Sora no Otoshimono: Forte, Ikaros
- Star Driver: Kagayaki no Takuto, Wako Agemaki
- MM!, Arashiko Yuno

2011
- Sket Dance, Ogura Megumi
- Bakuman. 2, Azuki Miho
- Ano Hana, Chiriko Tsurumi
- Kami nomi zo shiru sekai II, Hakua de Lot Herminium
- Mawaru-Penguindrum, Asami Kuhou
- Mobile Suit Gundam AGE, Yurin L'Ciel
- Towa no quon, Kiri

2012
- Hyouka, Kaho Jūmonji
- Beelzebub, Isafuyu Kashino[8]
- Nisemonogatari, Yotsugi Ononoki
- Sword Art Online, Sachi[9]
- Tari Tari, Sawa Okita
- Bakuman. 3, Azuki Miho
- Initial D Fifth Stage, Mika Uehara
- Fairy Tail, Kagura Mikazuchi

2013
- Ore no imōto ga konna ni kawaii wake ga nai., Ayase Aragaki
- Kami nomi zo shiru sekai -Megami hen-, Hakua de Lot Herminium
- Gundam Build Fighters, Aila Jyrkiainen

2014
- Buddy Complex, Hina Yumihara, Hina Ryazan
- Fairy Tail (2014), Kagura Mikazuchi
- Girlfriend (kari), Haruka Kazemachi
- Glasslip, Yanagi Takayama
- Inō-Battle wa Nichijō-kei no Naka de, Hatoko Kushikawa
- Noragami, Tsuyu
- Shigatsu wa kimi no uso, Emi Igawa
- Soul Eater Not!, Anya Hepburn
- Tsukimonogatari, Yotsugi Ononoki
- The Irregular at Magic High School, Miyuki Shiba

2015
- Akagami no Shirayukihime, Shirayuki
- Gunslinger Stratos: The Animation, Lyudmila N Ignatova
- Dungeon ni deai o motomeru no wa machigatteiru darō ka, Ryu Lion[10]
- Hero Bank, Masa Osoreya
- Hibike! Euphonium, Haruka Ogasawara
- Jōkamachi no Dandelion, Karen Ayugase
- Owari no Seraph, Shinoa Hiragi
- Show by Rock!!, Un
- The Idolmaster Cinderella Girls, Kaede Takagaki
- The Rolling Girls, Mamechiyo
- Jūō mujin no Fafnir, Honoka Tachikawa
- Yahari ore no seishun love kome wa machigatteiru. Zoku, Yukino Yukinoshita
- Yamada-kun to 7-nin no majo, Urara Shiraishi
- One-Punch Man, Tormenta
- Utawarerumono: itsuwari no kamen, Munechika

2016
- Witchy Pretty Cure!, Haa-chan/Kotoha Hanami/Cure Felice
- Hitorinoshita - The Outcast, Feng Bao Bao / Fū Hōhō

2017
- Juni Taisen: Zodiac War, Misaki Yūki/Sharyū
- Code: Realize - Guardian of Rebirth, Cardia
- Kakegurui, Yumeko Jabami[11]
- Boruto, Himawari Uzumaki
- Fate/Apocrypha, Atalanta
- Gekijōban mahōka kōkō no rettōsei: Hoshi o yobu shōjo, Miyuki Shiba[12]

2018
- Darling in the Franxx, code 556 / Kokoro

2019
- Demon Slayer - Kimetsu no yaiba, Shinobu Kochō[13]

2020
- Fire Force, Marionettista[14]
- Burn the Witch, Macy Baljure
- BOFURI, Kasumi
- My Next Life as a Villainess: All Routes Lead to Doom!, Maria Campbell[15]
- The Irregular at Magic High School 2, Miyuki Shiba
- Sleepy Princess in the Demon Castle, Aurora Nem Lis Buonsonno[16]

2021
- 86 - Eighty-Six, Anju Emma
- One Piece, Yamato
- My Next Life as a Villainess: All Routes Lead to Doom! X, Maria Campbell
- Mahōka kōkō no yūtōsei, Miyuki Shiba
- Mahōka kōkō no rettōsei: Tsuioku-hen, Miyuki Shiba

2022
- Heroines Run the Show, Chizuru Nakamura / Chutan
- RWBY: Ice Queendom, Ruby Rose
- Spy × Family, Yor Briar
- Lamù e i casinisti planetari - Urusei yatsura, Oyuki
- La principessa sacrificale e il re delle bestie, Anastasia
- The Maid I Hired Recently is Mysterious, Yuuri[17]

2024
- Dungeon Food, Falin, sirena
- Pseudo Harem, Rin Nanakura
- The Irregular at Magic High School 3, Miyuki Shiba
- Loner Life in Another World, Angelica[18]
- You are Ms. Servant, Nazca

2025
- Sakamoto Days, Osaragi[19]
- Witchy Pretty Cure!! ~MIRAI DAYS~, Haa-chan/Kotoha Hanami/Cure Felice, Hisui
- Un mazzo di fiori per una come me, Hana Tabata[20]

### OAV
- Air Gear: Kuro no Hane to Nemuri no Mori: Yayoi Nakayama
- Indian Summer: Sumire Midō[21][22]
- Princess Resurrection: Hime/Lillianne
- Tokyo Ghoul: JACK: Uruka Minami
- Lupin Zero: Yoko

### ONA
- Vlad Love: Maki Watabe

### Videogiochi
- Loveplus, Takane Manaka
- Marvel vs. Capcom 3: Fate of Two Worlds, Hsien-Ko
- Ultimate Marvel vs. Capcom 3, Hsien-Ko
- Memories Off: Yubikiri no Kioku, Shiina Kodou
- Sora no Otoshimono Forte: Dreamy Season, Ikaros
- Sora no Otoshimono Forte: Heart-Throbbing Summer Vacation, Ikaros
- Tales of Xillia, Leia Rolando
- The Alchemist Code, Chloe
- Shining Blade, Elmina
- Mugen Souls, Altis
- Rune Factory 4, Piko
- Under Night In-Birth, Orie Ballardiae
- Project X Zone, Hsien-Ko
- Tales of Xillia 2, Leia Rolando
- Demon Gaze, Fran Pendoll
- Shining Ark, Kilmaria
- Fate/Extra CCC, Meltlilith
- Mugen Souls Z, Altis
- The Legend of Heroes: Trails of Cold Steel, Emma Millstein
- Granblue Fantasy, Novei, Kaede Takagaki, Shinobu Kocho
- Dengeki Bunko: Fighting Climax, Miyuki Shiba
- Sword Art Online: Hollow Fragment, Sachi
- The Legend of Heroes: Trails of Cold Steel II, Emma Millstein
- BlazBlue: Chrono Phantasma Extend, Mai Natsume
- Blade Arcus from Shining, Kirika Towa Alma
- Shining Resonance, Kirika Towa Alma
- Tekken 7, Kunimitsu
- Bloodborne, L'Automa, Lady Maria
- Devil May Cry 4: Special Edition, Kyrie
- Fate/Grand Order, Meltlilith, Archer of Red/Atalanta, Rider/Saint Martha, Rider/Ushiwakamaru, Avenger/Taira-no-Kagekiyo
- Utawarerumono: Mask of Deception, Munechika
- BlazBlue: Centralfiction, Mai Natsume
- JoJo's Bizarre Adventure: Eyes of Heaven, Daiya Higashikata
- Tokyo Mirage Sessions ♯FE, Caeda
- Naruto Shippuden: Ultimate Ninja Storm 4, Himawari Uzumaki
- Phoenix Wright: Ace Attorney - Spirit of Justice, Rayfa Padma Khura'in
- The Legend of Heroes: Akatsuki no Kiseki, Emma Millstein
- Utawarerumono: Mask of Truth, Munechika
- Valkyria Revolution, Ophelia Augusta af Jutland
- Dissidia Final Fantasy: Opera Omnia, Arciela V. Adoulin
- Fire Emblem Heroes, Caeda, Chloe
- Tales of the Rays, Leia Rolando
- Accel World Vs. Sword Art Online: Millennium Twilight, Sachi
- SINoALICE, Yumeko Jabami
- God Wars: Future Past, Kaguya
- The Legend of Heroes: Trails of Cold Steel III, Emma Millstein
- Fire Emblem Warriors, Caeda
- Itadaki Street: Dragon Quest and Final Fantasy 30th Anniversary, Anlucia
- Shin Megami Tensei: Strange Journey Redux, Demonica OS
- Dragon Quest Rivals, Anlucia
- Shinobi Master Senran Kagura: New Link, Ryu Lion
- Xenoblade Chronicles 2, Lora, Fan la Norne
- Sword Art Online: Fatal Bullet, Sachi
- Shin Megami Tensei: Liberation Dx2, Himika Hyuga
- Valkyria Chronicles 4, Minerva Victor
- Super Robot Wars X, Hina Ryazan
- Utawarerumono: Prelude to the Fallen, Munechika
- BlazBlue: Cross Tag Battle, Orie Ballardiae, Ruby Rose, Mai Natsume
- The King of Fighters: All Star, Ein
- Xenoblade Chronicles 2: Torna - The Golden Country, Lora, Haze
- Warriors Orochi 4, Gaia
- Utawarerumono: Zan, Munechika
- The Legend of Heroes: Trails of Cold Steel IV, Emma Millstein
- Dragalia Lost, Elphyllis
- Ace Combat 7: Skies Unknown, Ionela A. Shilage, Alma A. Shillage
- Devil May Cry 5, Kyrie
- Daemon X Machina, Crown Princess
- Code Vein, Eva Roux
- 13 Sentinels: Aegis Rim, Ryoko Shinonome
- Sakura Wars (videogioco 2019), Claris
- Arknights, Pramanix
- ILLUSION CONNECT, Saya, Yuffie
- One Punch Man: A Hero Nobody Knows, Tormenta
- One Piece: Pirate Warriors 4, Yamato
- Tales of Crestoria, Leia Rolando
- Fairy Tail (videogioco), Kagura Mikazuchi
- The Legend of Heroes: Trails into Reverie, Emma Millstein
- Genshin Impact, Kamisato Ayaka
- Demon's Souls (Remake), Fanciulla in nero
- Blue Archive, Kirifuji Nagisa
- BlazBlue Alternative: Dark War, Mai Natsume, Another Dark Mai
- Melty Blood: Type Lumina, Ushiwakamaru
- Demon Slayer -Kimetsu no Yaiba- The Hinokami Chronicles, Shinobu Kocho
- Super Robot Wars 30, Mitsuba Greyvalley
- Shin Megami Tensei V, Tao Isonokami
- Echoes of Mana, Serafina
- Valkyrie Elysium, Taika
- Fire Emblem: Engage, Chloe
- Infinity Strash - Dragon Quest: The Adventure of Dai, Leona
- Dragon Quest X: Rise of the Five Tribes Offline, Anlucia
- Naruto x Boruto: Ultimate Ninja Storm Connections, Himawari Uzumaki
- Spy × Anya: Operation Memories, Yor Briar
- Under Night In-Birth II [Sys:Celes], Orie Ballardiae
- BlazBlue: Entropy Effect, Mai Natsume
- Granblue Fantasy: Relink, Maglielle
- Demon Slayer -Kimetsu no Yaiba- Sweep the Board!, Shinobu Kocho
- Shin Megami Tensei V: Vengeance, Tao Isonokami
- Metaphor: ReFantazio, Eiselin Burchelli Meijal Hulkenberg
- Romancing SaGa 2: Revenge of the Seven, Rocbouquet
- Final Fantasy Tactics: The Ivalice Chronicles, Alma Beoulve

### Film
- Higashi no eden Movie I: The King of Eden, Saki Morimi
- Higashi no eden Movie II: Paradise Lost, Saki Morimi
- Gekijōban Naruto Shippūden: The Lost Tower, Sara
- Sora no Otoshimono the Movie: The Angeloid of Clockwork, Ikaros
- Ongaku shōjo, Sakura Nakayama
- Sora no Otoshimono Final: Eternal My Master, Ikaros
- Gantz: O, Reika Shimohira
- Eiga Mahō tsukai Pretty Cure! - Kiseki no henshin! Cure Mofurun!, Kotoha Hanami/Cure Felice
- Eiga Pretty Cure Dream Stars!, Kotoha Hanami/Cure Felice
- Eiga Pretty Cure Super Stars!, Kotoha Hanami/Cure Felice
- Eiga HUGtto! Pretty Cure Futari wa Pretty Cure - All Stars Memories, Kotoha Hanami/Cure Felice
- Tu sei al di là, Kiku
- Overlord - Il film: Capitolo del Santo Regno, Calca Bessarez

## Musica

### Brani interpretati per anime
- Touka Gettan (serie TV), Theme Song Performance (OP/ED)
- Wagaya no Oinarisama. (serie TV), Theme Song Performance (ED)
- Sekirei (serie TV), Theme Song Performance (OP/ED)
- Sekirei ~Pure Engagement~ (serie TV), Theme Song Performance (OP/ED)
- Sora no Otoshimono (serie TV), Theme Song Performance (OP/ED)
- Basquash! (serie TV), Theme Song Performance (OP - Eclipse)
- Towa no Quon (Movie Series), Insert Song Performance
- MM! (serie TV), Theme Song Performance (OP/Shared)
- Kami nomi zo shiru sekai -Megami hen- (serie TV), Theme Song Performance (OP)
- Mahō tsukai Pretty Cure! (serie TV), Theme Song Performance (ED)
- Cardcaptor Sakura: Clear Card (serie TV), Theme Song Performance (ED)